# João Ameal
João Ameal, né le 23 octobre 1902 à Coïmbra et mort le 23 novembre 1982 à Lisbonne, est le nom de plume de l'historien, journaliste, homme politique et écrivain portugais João Francisco de Barbosa Azevedo de Sande Ayres de Campos, troisième comte d'Ameal.

## Biographie
On lui doit surtout une Histoire du Portugal en plusieurs volumes, publiée en 1941 (Prix Alexandre-Herculano 1943) et une Littérature portugaise (1949). Il est aussi l'auteur de romans et de nouvelles.
Comme journaliste, il écrit dans le périodique royaliste Acção Realista dont il rejoint la rédaction en 1926.
Il est le petit-fils de l'humaniste et collectionneur João Maria Correia Ayres de Campos (en), premier comte d'Ameal.

## Distinctions
- Grand officier de l'ordre de Sant'Iago de l'Épée